# وادي الذئاب 9 (مسلسل)
مسلسل وادي الذئاب 9 هو السلسلة التاسعة من مسلسل وادي الذئاب الذي انطلق عام 2003 بالتركية وعام 2008 بالعربية، تم عرض المسلسل بين عامي 2014 و 2015 بواقع حلقتين كل خميس بشكل عام، وقد لاقى المسلسل نجاحا لافتا

## القصة
تدور أحداث الجزء التاسع حول العالم وعن الجهات التي تديره، بعد وفاة عبد الحي يقرر مراد علمدار الخروج إلى الملعب لمحاسبة كل من تلطخت أيديه بدماء الشعوب المستنزفة وذلك من خلال قيامه بعملية الهرم التي اخترق من خلالها نظام الماسونية العنكبوتي وكشف أسراره للعالم كما يسلط الضوء على داعش ومن خلفها وأهدافها وأيضا القيادة لحراس المعبد بظهور شخصية الملك السامي وأيضا المهاجمة المباشرة لحراس المعبد وتطور علاقة ليلى وموت والديه بعد عودة والده من الأسر...

## الأحداث
بدأ عرض الجزء التاسع من المسلسل بتاريخ 18 سبتمبر 2014 وتدور أحداثه حول العالم وعن الجهات التي تديره، بعد وفاة عبد الحي يقرر مراد علمدار الخروج إلى الساحة لمحاسبة كل من تلطخت أيديه بدماء الشعوب المستنزفة وذلك من خلال قيامه بعملية الهرم التي اخترق من خلالها نظام الماسونية العنكبوتي وكشف أسرارهم للعالم. تظهر جماعات إرهابية متشددة تقوم بخطف (بابا عمر) وبعدها يقوم مستر كي بخطف كارا وجماعته في الراية السوداء من معتقلهم وتسليمهم لصادق بريطاني (الخليفة) في معسكر داعش الذي يتواجد فيه بابا عمر. ويحدث فساد وإرهاب داعش، بعدها يوضع كمين لكارا وجماعته ويأخذهم مستر كي بحجة أنهم قتلوا قوات الأمم المتحدة والحقيقة أن صقر (قائد في معسكر داعش)وجماعته هم من قتلوهم. ويقوم مستر كي بإعطاء جرعة من (فيروس الإيبولا) لـكارا وجماعته. ويتم إرسالهم إلى اليونان لنشر الوباء هناك ولكن تقوم الشرطة اليونانية بقتلهم. أما كارا فيذهب مع مراد علمدار لإنقاذ أبيه من معسكر داعش. ويأمر كارا جنوده ليقتلوه حتى يموت قائــدا ولا يموت إثر فيروس الإيبولا. وبعد ذلك يقوم مراد بإنقاذ بابا عمر ولكن بعد ذلك يموت بابا عمر وهو يصلي في المسجد.بعد ذلك يتم التخطيط من طرف الماسونيين الإنكليز لإعلان مراد إرهابيا، وتظهر شخصيات جديدة كبراندون المسؤول عن المنطقة ويبدأ الصراع بينه وبين مراد كما عادت شخصية الثعلب اندريه الروسي إلى المسلسل بعد اختفائه في الجزء الثاني.
و يتجرع مراد/بولات علمدار طعم المرارة بفقدان أحبابه الواحد تلو الآخر وتتحول حالته من سيئ إلى أسوأ بعد موت أمه نــازك بعد أن قام البروفيسور مارتن بتغيير دواء ارتفاع الضغط الدموي.
يتم قتل الآغا ستار واختطاف صفية وبوساط من قبل اندريه الثعلب ويحاول بوساط الهروب ولكن يتم إمساكه وتعذيبه بوضعه في صندوق زجاجي كبير مليء بالماء ولكن ينقذه بولات علمدار وجاهد كما أن بولات يبقى يحاول إنقاذ صفية ويسافر إلى روسيا لكي يأخذ ستيفان أخ اندريه لكي يضغط على اندريه الثعلب ولكن اندريه لا يهتم بالأمر كما أن يوسف ابن فهمي كوزوزادا يخطف متى ايمار، ويحدث تبادل بين بولات علمدار وبين الثعلب ولكن يكتشف بولات علمدار أن الثعلب قد خدر صفية بمصل يستعملونه للحيوانات الضالة يتم علاجها وتبدأ بالتكلم ولكن لا تذكر ما حدث معها ولا تستطيع التحرك وبعد ذلك يتم الهجوم على المستشفى الخاص ببولات علمدار من قبل ستيفان ومارتن، وحاول ستيفان خطف صفية شقيقة بولات علمدار ولكن يسرع مراد علمدار وجاهد في إيقافهم ويطلق بولات علمدار النار على ستيفان ومن المحتمل أنه مات، ولكن يكتشف بولات بعد دقائق أن ابنته رهف مفقودة، ولكنها تكون قد خافت وتخبأت في الخزانة، يطلب بولات من ليلى الزواج وتوافق، وفي يوم زفافهما يأتي البروفيسور مارتن وامرأة تدعى ميسا، يكون بولات قد كشف حقيقة مارتن ويقتله بمضرب الجولف، يأتي لحفلة الزفاف أصدقاء وأعداء بولات منهم متى ايمار وأمه وحقي بوياف لإيصال سلام وتهنئة فهمي كوزوزادا، يدس الثعلب امرأة لقتل صفية، لكن مراد ينقذها في أخر لحظة ويذهب مراد إلي روسيا ويقوم بحرق الثعلب ويذهب مراد وليلى في إجازة وفجاءة ينفجر اليخت بالليل أثناء غياب مراد وينتهي الجزء وهناك من يراقبهم وتموت ليلى وينتهي دورها نهائيا. 

## الشخصيات
- جولييت: مساعدة براندون ومديرة عمليات فريق ليون
- مروان صابر
- بابا عمر:
- جاهد:
- تيمور: يتابع تيمور عمله كمرافق لمراد بكل مكان وأيضا عضوا في الراية السوداء
- عمران:
- عاكف: أحد أقوى رجال مراد ومدير مكتب ال كي جي تي
- كارا: يموت في بداية الجزء التاسع بعد أن انتهى من تشكيل وتدريب الراية السوداء ليظهر مكانه ياسين
- الأستاذ صديق مروان والذراع السياسي له
- ياسين: قائد فرقة الراية السوداء
- ذو الفقار آغا:
- مكتب ال كي جي تي وهم: البكتين اينورا حمزة طلحة,
- بوساط شاكر
- ستار آغا
- ميلان: ابن أخت ستار آغا وتابع لبوساط،يقتله اندريه الثعلب
- اندريه الثعلب: يعود اندريه الثعلب بعد الاختفاء منذ الجزء الثاني
- راسكون (راس غولن بالعربي)
- اورديناريوس الكيميائي
- فهمي كوزوزاده
- حقي: المرافق والمنفذ لأوامر فهمي كوزوزاده
- يوسف ابن فهمي
- كنعان ابن فهمي الذي لا يمشي
- متا: مجلس فهمي كوزوزاده ومرافق لجان
- بنيامين: رجل أعمال مجلس فهمي كوزوزاده
- جان: مجلس فهمي كوزوزاده
- زهارياس: تاجر سلاح يتعامل مع اندريه ثم يصبح في مجلس فهمي ويقتله مراد
- بالتازار:
- براندون: رجل قوي يقاوم مراد ويحضر له حملات إعلانية وفيديوهات لتحطيمه وهو مبعوث لتركيا، يقوم مراد باعتقاله ثم بتفجير مركبه بالنهاية
- آمون: يلتقي مراد وهو من أعلى المراتب بالمجلس
- آلجيسك: مندوب آمون والمشرف على أعمال فهمي وتأسيس مجلسه بالخفاء
- الملك السامي
- الطفل الملك ارطغرل: الذي ظهر عدة مرات إلى جانب الملك السامي والتقى بمراد علمدار
- الدكتور مارتن
- جون سميث: قائد فرقة ليون ثم الخليفة صمد
- صادق البريطاني: الخليفة
- صقر (ساغير): القائد العسكري لداعش وفرقة شديد
- مستر كي: وهو المتسبب بموت كارا ورجاله يقتله عاكف في لندن
- الأمير هنري: الذي يكون في غزة ويرى صفية هناك ويتعرف عليها ثم يلحقها إلى إسطنبول
- ستيفان: أخو اندريه الثعلب، يموت في نهاية الجزء التاسع
- الأفغاني: يكون ضد اندريه ومع مراد
- سهى طارق: رجل حكيم ومتعلم يظهر ليلة وفاة العم عمر ويكون منذ زمن بعيد كاتب سر عمر جاندان وأيضا صديقه وباحث متوارث (أي يتابع الأبحاث عن تركيا وأعدائها منذ مئات السنوات) ويصبج صديقا لمراد وعائلته

## أحداث الحلقات
- الحلقة 1-2 (230): تعد الحلقة الأولى من الحلقات المميزة بالمسلسل حيث يستخرج مراد الوثائق من قبر رهف ايلول التي تم رميها فيها خلال دفنها في نهاية الجزء الثاني، ويكون جاهد كايا مع فهمي كوزوزاده في سجن خاص بعد تفجير جاهد ل حراس المعبد في الحلقة الأخيرة من الجزء الثامن بينما كارا الأسود ورجاله الخمسة يكونون لدى فرقة حراس المعبد محتجزين، ووالد مراد وأمه في مكةالمكرمة و مستر كي في تركيا مع صقر شديد رجل داعش، أما عاكف في لندن لأمر ما يظهر فيما بعد. ويقوم مراد بتنفيذ عملية الهرم وحده لنشر الوثائق بعد إخبار اردام له بعدم إمكانية نشرها بسبب السيطرة على الإنترنت من القوى العالمية.

- الحلقة 51+52: بعد موت الملك السامي يهرب أرطغل إلى رومانيا. صقر يهدد عاكف للتصوير ويقتل إسماعيل، ويتم قتل ميران الذي يعمل مع بوساط من قبل اندريه الثعلب، وستار يحاول الثأر، ومارتن يبدأ بالمرور على سهى طارق، ومحاولة حرق عاكف و لكن ينقذه مراد ويتم حرق صقر، جاهد يزور أحمد كراجا ويتحدث مع يوسف ابن فهمي.

- الحلقة 53+54: جاهد مع أحمد كراجا. تم إطلاق نار من قبل رجال الجيش أي رجال المعبد ويموت كراجا ويوصي جاهد على يوسف. وبوساط وراسكون يبحثون عن بلتزار. عاكف وتيمور ورجالهم يبقون في شمال العراق ويتوزعون ويحضرون هارون مسؤول أوراق آبار النفط من إسطنبول. قائد فريق ليون جون سميث يلتقي صادق بريطاني، ومراد يود الحديث مع فهمي ويذهب ليجد مارتن عنده ويخبر جاهد بمراقبته. يهدد مراد فهمي بهدم المجلس إذا لم يقطع علاقته بالمعبد ورجاله. ويتم دفن أحمد كراجا. بوساط يبحث عن بالتزار ويجده بالغابة ويتبارزان بالبلطة ويقتل بوساط بالتازار بالبلطة. يوسف يأتي من البحر بقارب ويهاجم مقر الجيش رجال المعبد الجديد و لكنهم يهربون، ثم يأتي جاهد إلى نفس المكان ويتأكد أن مارتن من رجال المعبد، ثم يعود فريق من الذين هربوا إلى المكان... هاتف ليلى وصديقتها مغلقان ومراد يبحث عنها ليجدها في مستشفى... ويعرف أنها مصابة بالسرطان... يراها نائمة وأول خصلة شعر تسقط من رأسها بسبب العلاج الكيماوي.

- الحلقة 55+56: تستيقظ ليلى ومراد عندها ويتحدثان. قوات رجال المعبد تهاجم جاهد وطلحة ويقضون عليهم، يوسف يذهب إلى مكان آخر. ويذهب ويرى والده وهو نائم وأخوه ويراه أخوه وتحدث جلبة، مراد يعلم عن مارتن، وستار يحاول الثأر من الثعلب ويشتبكون ويأسره الثعلب بعد اشتباك بالنار و يموت كل رجاله. يذهب مراد إلى مكتبه القديم الذي جدده عمران ويشرب كأس شاي وقبل وصول جاهد إليه يلحقهم أشخاص ويشتبكون ثم يسمع مراد اتصال فهمي والجيش ويذهب. يهاجم شركة بنيامين عضو المجلس ويقتله ثم زهارياس تاجر السلاح ويفجر مستودع أسلحته، ثم جان صديق متا في منزله، يتم خطف صفية من قبل مارتن بعد ملاحقته من قبل جاهد ويقوم بتفتيش بيته، واندريه يزور مراد ثم يخطف بوساط.

- الحلقة 57+58 : مارتن يخطف صفية ويعطيها إلى اندريه ليحميه، ومراد يصله لابتوب مارتن ويبعثه إلى اردام، يموت ستار اغا ويستمر الثعلب بالاحتفاظ ب بوساط وصفية. بورهان اغا قريب ستار اغا وميلان يتحضرون للانتقام، اتفاقات النفط في شمال العراق تستمر ومتا بيك وجون سميث يتواصلان. مراد يذهب إلى اورديناريوس الذي يصنع المخدرات ويهاجمه و يضربه. واندريه يعالج صفية. يتم الهجوم على الأستاذ نائل ويصدهم ياسين ويلحقهم، وتأتي سيارة أخرى إلى الأستاذ نائل يقودها متا لكن يوسف يأتي ويصده، يقوم جون سميث بخطف أبناء نديم المسيطر على نفط شمال العراق للضغط عليه. وبوساط يحاول الهروب ويتقاتل مع اندريه ويمسكه مره ثانية. جون سميث يتجادل مع الخليفة حول أبناء نديم والنفط ويقتله. فهمي يقتل نائل الاذربيجاني رجل النفط. يظهر شخص كبير العمر بلحية لأول مرة يراقب بيت مراد. مراد يطارد اندريه. وجون سميث يجعل نفسه خليفة بدل صادق الذي قتله، ومراد يشتبك مع رجال اندريه، وجون يهدد نديم. اندريه يضع بوساط بحوض ماء لإلهاء مراد، ويخطط مراد للذهاب إلى روسيا وأسر ستيفان أخو الثعلب. وليلى تتحسن بالعلاج الكيماوي.

- الحلقة 59+60: بوساط بالمستشفى وحقي يهدده، وليلى تتعرف إلى طارق. عاكف يحاول إنقاذ أبناء نديم ويموت الابن الكبير. ومراد يتحضر للذهاب لموسكو من أجل أخ اندريه، يعمل مراد خطة مع الأفغاني للإيقاع بأخ اندريه. يتبادل جاهد والأفغاني المال والمخدرات ويطلبه ستيفان أخو اندريه. يكون مراد بالفندق ينتظر خبر ياسين ويتحرك، يتم إيهام ستيفان أنه كشف جاهد... يوسف يهاجم بيت متا ويكون خارج البيت ويعود متا... يبحث يوسف في الأوراق ويجد ملف باسمه به صورة... يصل متى ويقتل يوسف كل رجاله ثم يضرب متا ويفقد وعيه، صفية يتوقف التنفس عندها ثم تتنفس أخيرا. يبدأ مراد بالتنفيذ، يدخل إلى صالة القمار السرية ويأتي ستيفان، فهمي يقابل اندريه ويتحاوران ويتفقان نوعا ما، يلاحظ عمران الرجل باللحية ويراقبه.. يصل عاكف وتيمور ويعرف نديم بموت ابنه ويفجر جون سميث حفارة نفط لنديم، ومراد يحصل هل ستيفان.